# Manolo Manolete
"Manolo Manolete" é uma canção da cantora francesa Vanessa Paradis escrita por Étienne Roda-Gil e composta por Franck Langolff lançada no comércio no fim de 1987.
É o seu 2º single, lançado após o enorme sucesso de "Joe le taxi". Foi criticada na época por causa de seu tema, a tourada e por isso, não entrou no álbum de estreia de Vanessa, M & J.
Étienne Roda-Gil, de pais catalães, teve a ideia dessa canção sobre Manuel Laureano Rodríguez Sánchez, mais conhecido como Manolete. Esse toureiro virou lenda no dia 28 de agosto de 1947, aos 30 anos, quando se feriu gravemente em uma tourada, falecendo no dia seguinte. 

## Lançamento
"Manolo Manolete", canção com sonoridade hispânica, foi escrita em setembro de 1987. Na época, a França estava em plena febre latina com singles como "La Isla Bonita" de Madonna, "Joe le taxi" de Vanessa e "La Bamba" de Los Lobos atingindo o primeiro lugar em vendas.
O single só saiu na França em dezembro de 1987, 8 meses após o primeiro single. O atraso foi por causa do sucesso mundial de "Joe le taxi" que obrigou Vanessa a fazer a sua divulgação no exterior em outubro e novembro. 
"Manolo Manolete" foi então comercializado na Alemanha em 18 de janeiro de 1988. e no Canadá em abril. O Japão, que lançou "Joe le taxi" no dia 25 de abril editou um CD especial com as duas canções no dia 25 de maio.

## Versões
No seu lançamento, "Manolo Manolete" foi disponibilizado em versão single e em versão longa. A canção nunca foi incluída em nenhum show de Vanessa.

## O videoclipe
O videoclipe de "Manolo Manolete", dirigido por Élie Chouraqui, foi gravado durante 3 dias no fim de dezembro de 1987. em uma igreja de Paris, nas arenas de Baiona e em Biarritz. Nele, Vanessa faz o papel da filha de Manolete que acompanha seu funeral.

## O lado B: You you
O lado B de "Manolo Manolete" é a canção "You you", escrita por Étienne Roda-Gil e Franck Langolff.
Ela só aparece na versão em vinil do single e nunca foi cantada ao vivo por Vanessa.

## Na televisão
A 1º vez que Vanessa cantou "Manolo Manolete" na televisão foi no dia 13 de dezembro de 1987 no programa Le Monde est à vous. A última vez foi no dia 11 de fevereiro de 1988 no programa La Classe. 
As apresentações principais:
- 23 de dezembro de 1987 - Sacrée Soirée.
- 31 de dezembro de 1987 - La 1 sur son 31.
- Janeiro de 1988 - Collaricocoshow: Vanessa participa de um quadro com a equipe do programa.
- Janeiro de 1988 - Top 50: com entrevista.
- 3 de janeiro de 1988 - Croisière en fête aux Bahamas: com erros de gravação.
- 23 de janeiro de 1988 - Champs-Élysées: com entrevista.
- Fevereiro de 1988 - Mon Zénith à moi: com entrevista com Elsa.

## Desempenho
| Chart (1987)         | Melhor posição |
| -------------------- | -------------- |
| French Singles Chart | 10             |
| Canada Singles Chart | 27             |

### Certificados
| País   | Certificador | Certificado | Vendas  |
| ------ | ------------ | ----------- | ------- |
| França | SNEP         | Ouro        | 200 mil |